# Kareena Lee
Pour les articles homonymes, voir Lee.
Madison Wilson, née le 16 décembre 1993 dans le Queensland, est une nageuse australienne spécialiste de la nage en eau libre. Elle obtient la médaille de bronze lors de l'épreuve de 10 km de nage en eau libre lors des Jeux olympiques d'été de 2020 à Tokyo.

## Palmarès

### Jeux olympiques
- Jeux olympiques de 2020 à Tokyo :
  -  Médaille de bronze du 10 km en eau libre[1].